# Charlie Wright
Charlie Wright (* 22. Oktober 1999 in Los Angeles, Kalifornien) ist ein US-amerikanischer Schauspieler.

## Leben
Wright wurde am 22. Oktober 1999 als Sohn von Richard Wright und Florence Déprez-Wright, einer Drehbuchautorin und Fernsehserienproduzentin, geboren. Die US-amerikanische Schauspielerin Robin Wright ist seine Tante, Dylan Penn und Hopper Penn seine Cousine beziehungsweise Cousin. Er hat britische, spanische, schwedische, französische und japanische Vorfahren. Er gab 2014 sein Schauspieldebüt in einer Episode der Serie The Millers. 2016, 2017 und 2018 folgten weitere Film- und Fernsehauftritte, darunter eine tragende Rolle in Gregs Tagebuch – Böse Falle! als Rodrick Heffley. Bislang zuletzt trat er 2021 in einer Episode von Yellowjackets in Erscheinung.

## Filmografie
- 2014: The Millers (Fernsehserie, Episode 1x12)
- 2016: Better Things (Fernsehserie, 2 Episoden)
- 2017: Ingrid Goes West
- 2017: Gregs Tagebuch – Böse Falle! (Diary of a Wimpy Kid: The Long Haul)
- 2018: The Great American Mud Wrestle (Kurzfilm)
- 2021: Yellowjackets (Fernsehserie, Episode 1x01)